# Morton Peto
Pour les articles homonymes, voir Peto.
Samuel Morton Peto, 1er baronnet (4 août 1809 - 13 novembre 1889) est un entrepreneur anglais, ingénieur civil et promoteur ferroviaire et, pendant plus de 20 ans, député. Associé du cabinet Grissell and Peto, il dirige des entreprises de construction qui construisent de nombreux bâtiments et monuments majeurs à Londres, notamment le Reform Club, The Lyceum, Nelson's Column et les nouvelles chambres du Parlement ; ce qui fait de lui un millionnaire.
En tant qu'associé de Peto and Betts, il devient alors l'un des principaux entrepreneurs de la construction des chemins de fer en pleine expansion de l'époque. Avec un petit groupe d'autres maîtres constructeurs à Londres, il est crédité en tant que membre fondateur du Chartered Institute of Building en 1834.

## Jeunesse
Samuel Morton Peto, normalement appelé Morton Peto, est né le 4 août 1809 à Woking, dans le Surrey. Dans sa jeunesse, il est apprenti maçon chez son oncle Henry Peto, qui dirige une entreprise de construction à Londres.

## Carrière
À la mort de son oncle en 1830, Peto et son cousin, Thomas Grissell (qui a été l'associé de son oncle pendant cinq ans), s'associent. La société Grissell and Peto (1830–1847) construit de nombreux bâtiments bien connus à Londres, notamment le Reform Club, l'Oxford et Cambridge Club (en), le Lyceum, le St James's Theatre et le Hungerford Market à Charing Cross. En outre, ils construisent la colonne Nelson et les nouvelles chambres du Parlement (1843) et le vaste projet d'infrastructure de l'égout en brique de Londres.
Un autre projet, en 1848, est la Bloomsbury Baptist Chapel, la première église baptiste avec des flèches à Londres. La tradition veut que le commissaire de la Couronne hésitait à louer le terrain à des non-conformistes en raison de leur "architecture terne et sans flèche". On dit que Peto s'est exclamé : « Une flèche, mon Seigneur ? Nous en aurons deux !" L'église a des flèches jumelles jusqu'en 1951, date à laquelle elles sont retirées comme dangereuses.

## Travaux ferroviaires
En 1834, Peto voit le potentiel des chemins de fer nouvellement développés et séparent les activités d'avec l'entreprise de construction de son oncle. Lui et son cousin Grissell fondent une entreprise ferroviaire indépendante. Le premier travail ferroviaire de son entreprise est de construire deux gares à Curzon Street, Birmingham. Ensuite, l'entreprise construit sa première ligne de voie, la section Hanwell et Langley du Great Western Railway, qui comprend le viaduc de Wharncliffe .
Grissell devient de plus en plus nerveux des risques pris par Peto et, en 1846, met fin à l'association.

## Peto et Betts
En 1848, Peto et Edward Betts (en) (qui a épousé la sœur de Peto, Ann) s'associent et travaillent sur un grand nombre de contrats ferroviaires. Souvent, ils travaillent également en partenariat avec Thomas Brassey.
En 1854, pendant la Guerre de Crimée Peto, Betts et Brassey construisent le Grand Chemin de fer central de Crimée entre Balaklava et Sébastopol pour transporter des fournitures aux troupes en première ligne .
En février 1855, le gouvernement britannique reconnait Peto pour ses services en temps de guerre et il est nommé baronnet de Somerleyton Hall dans le comté de Suffolk. Le roi Frédéric VII de Danemark décore Peto pour la création de la Flensburg–Husum–Tönning Railway Company et sa construction de voies ferrées dans le duché de Schleswig, ce qui conduit à un commerce d'exportation/importation croissant avec le port de Lowestoft. Un autre projet important à l'étranger est le chemin de fer de Homburg construit de 1859 à 1860 .
Le partenariat Peto et Betts devient insolvable en 1866 en raison d'une combinaison de l'échec de la banque, Overend, Gurney and Company, et de leur implication dans l'échec du London, Chatham and Dover Railway.

## Autres activités
En 1844, Peto achète Somerleyton Hall dans le Suffolk. Il reconstruit le manoir avec des équipements contemporains, ainsi que la construction d'une école et d'autres maisons dans le village. Il construit ensuite des projets similaires à Lowestoft. Pendant de nombreuses années, il est le plus grand employeur de main-d'œuvre du monde entier.
En 1846, Peto devient co-trésorier de la Baptist Missionary Society. De 1855 à mars 1867, il est l'unique trésorier, démissionnant après des difficultés financières personnelles. En 1855, il reprend le bail du Diorama, Regent's Park et paie sa conversion en une chapelle baptiste.
Peto est élu député libéral de Norwich de 1847 à 1854, de Finsbury de 1859 à 1865 et de Bristol de 1865 à 1868. Pendant ce temps, il est l'une des personnalités importantes de la vie publique. Il aide à créer une garantie pour le financement de la Grande Exposition de 1851, soutenant le Crystal Palace de Joseph Paxton.
En 1855, Peto est nommé baronnet ; mais dans les années 1860, ses affaires rencontrèrent des difficultés, de sorte qu'en 1863, il vend Somerlyton Hall et, en 1866, fait faillite.
Après son implication dans l'insolvabilité du London, Chatham and Dover Railway en 1866 et l'échec du partenariat Peto et Betts, la réputation personnelle de Peto en tant qu'homme d'affaires digne de confiance est gravement endommagée et ne s'est jamais complètement rétablie.
En 1865, il est répertorié comme vivant à Auchline House à Killin dans le Perthshire.
En 1868, il doit renoncer à son siège au Parlement, malgré le soutien de Benjamin Disraeli et de William Ewart Gladstone. Il s'exile à Budapest et tente de promouvoir les chemins de fer en Russie et en Hongrie.
À son retour, il devient l'entrepreneur principal du Cornwall Minerals Railway qui ouvre ses portes en 1874, mais l'échec de la Cornish Consolidated Iron Mines Corporation lui fait subir de lourdes pertes lorsque le trafic de minerai de fer sur le CMR n'est pas à la hauteur des attentes. Le CMR lui-même survit et commence à se rétablir après avoir introduit des services de passagers en 1876 et est ensuite loué par le Great Western Railway en 1877, mais cette amélioration arrive trop tard pour Peto.
Il meurt dans l'obscurité en 1889.

## Héritage

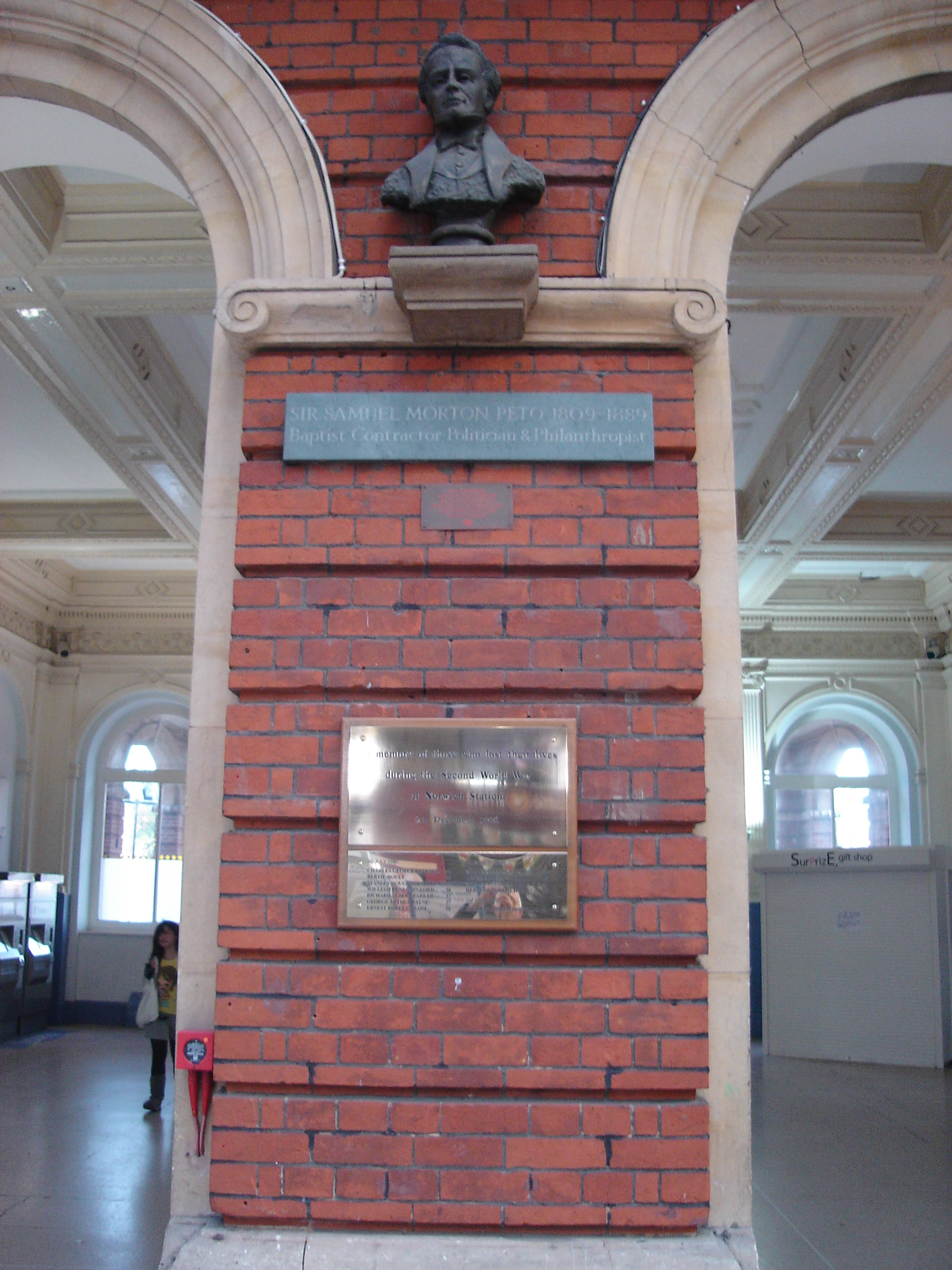
Le buste de Peto à Norwich Station (2010)

Un portrait extrêmement défavorable de Peto est inclus dans l'annexe de Romany Rye de George Borrow, où il est décrit comme "M. Flamson". Lorsque Peto promeut la Lowestoft Railway and Harbour Company dans les années 1840, le chemin de fer divise le domaine de Borrow à Oulton Broad, juste à l'extérieur de Lowestoft. Borrow en a voulu à Peto par la suite.
Peto est commémoré par un buste de portrait à la Gare de Norwich par John Pooler. Morton Peto Road, une route de Great Yarmouth, porte son nom. Il y a une route à Lowestoft appelée "Peto Way" qui relie la gare de Lowestoft (via Denmark Road, encore une fois en relation avec l'héritage de Peto au Danemark) à Normanston.
À Ashford, dans le Kent, Samuel Peto Way est une route résidentielle construite sur l'ancien site de Newtown Railway Works et nommée en son honneur.
Un portrait de Peto est accroché à l'extérieur de la bibliothèque du Collège Regent's Park d'Oxford, en commémoration de son aide au déménagement du collège de Stepney à Regent's Park .

## Famille
En mai 1831, Peto épouse Mary Grissell, l'une des sœurs de son futur associé, Thomas Grissell. Ils ont quatre enfants avant la mort de Mary en 1842 :
1. Henry (1840-1938) qui devient 2e baronnet en 1899
2. Annie
3. Sophie
4. Mary, qui épouse Penruddocke Wyndham, un petit-fils du colonel Wadham Wyndham, en 1852 et a deux filles.

Peto se remarie à Sarah Ainsworth Kelsall, la fille de Henry Kelsall de Rochdale. Peto et Sarah ont de nombreux enfants. Parmi ceux-ci :
1. Morton Kelsall (né en 1845)
2. William Herbert (né en 1849). Il est le père de Ralph Peto, grand-père maternel de John Montagu (11e comte de Sandwich).
3. Samuel Arthur (né en 1852)
4. Harold Ainsworth (1854-1933), le célèbre architecte paysagiste (Source : Mowl, Timothy Historic Gardens of Wiltshire, Londres : Tempus Publishing, 2004. )
5. Frank Kelsall (né en 1858)
6. Basil Peto (en) (1862-1945), créé baronnet à part entière en 1927. Son petit-fils Christopher Peto (en) 3e baronnet est un homme politique conservateur
7. Sara
8. Maud
9. Édith
10. Emilie
11. Helen Agnes, qui épouse Lawrence Ingham Baker, fils de l'ancien député libéral de Frome ; il est magistrat du Somerset. Ils vivaient à Wayford Manor House (en) à Wayford, près de Crewkerne, Somerset.